# Fulvio Collovati
Fulvio Collovati  est un footballeur international italien, né le 9 mai 1957 à Teor.
Collovati formait avec Gaetano Scirea et Claudio Gentile la solide et rugueuse défense centrale de l'équipe d'Italie vainqueur de la Coupe du monde 1982 en Espagne.

## Biographie
Fulvio Collovati dispute 7 matchs lors du mondial 1982 en Espagne et un match lors du mondial 1986 au Mexique.

## Carrière
- 1976-1982 : AC Milan  Italie
- 1982-1986 : Inter Milan  Italie
- 1986-1987 : Udinese  Italie
- 1987-1989 : AS Rome  Italie
- 1989-1993 : Genoa CFC  Italie[2]

## Palmarès

### En équipe nationale
- 48 sélections et 3 buts avec l'équipe d'Italie entre 1979 et 1986[3]
- Vainqueur de la Coupe du monde 1982 avec l'équipe d'Italie

### En club
- Champion d'Italie en 1979 avec le Milan AC
- Vainqueur de la Coupe d'Italie en 1977 avec le Milan AC